# Senderos del Pedregal
Senderos del Pedregal es una localidad de México perteneciente al municipio de Atotonilco de Tula en el estado de Hidalgo.

## Historia
Se reconoció como localidad el 15 de agosto de 2012.

## Geografía
Se encuentra en la región del Valle del Mezquital, a la localidad le corresponden las coordenadas geográficas 19° 55’ 39.922” de latitud norte y 99° 14’ 23.155” de longitud oeste, con una altitud de 2258 m s. n. m. Cuenta con un clima templado subhúmedo con lluvias en verano, de menor humedad.
En cuanto a fisiografía se encuentra dentro de la provincia de la Eje Neovolcánico dentro de la subprovincia de Lagos y Volcanes de Anáhuac; su terreno es de lomerío. En lo que respecta a la hidrografía se encuentra posicionado en la región Panuco, dentro de la cuenca del río Moctezuma, en la subcuenca del río El Salto.

## Demografía
En 2020 registró una población de 2462 personas, lo que corresponde al 3.94 % de la población municipal. De los cuales 1219 son hombres y 1243 son mujeres. Tiene 634 viviendas particulares habitadas.

## Economía
La localidad tiene un grado de marginación alto y un grado de rezago social bajo.